# Edward Akrout

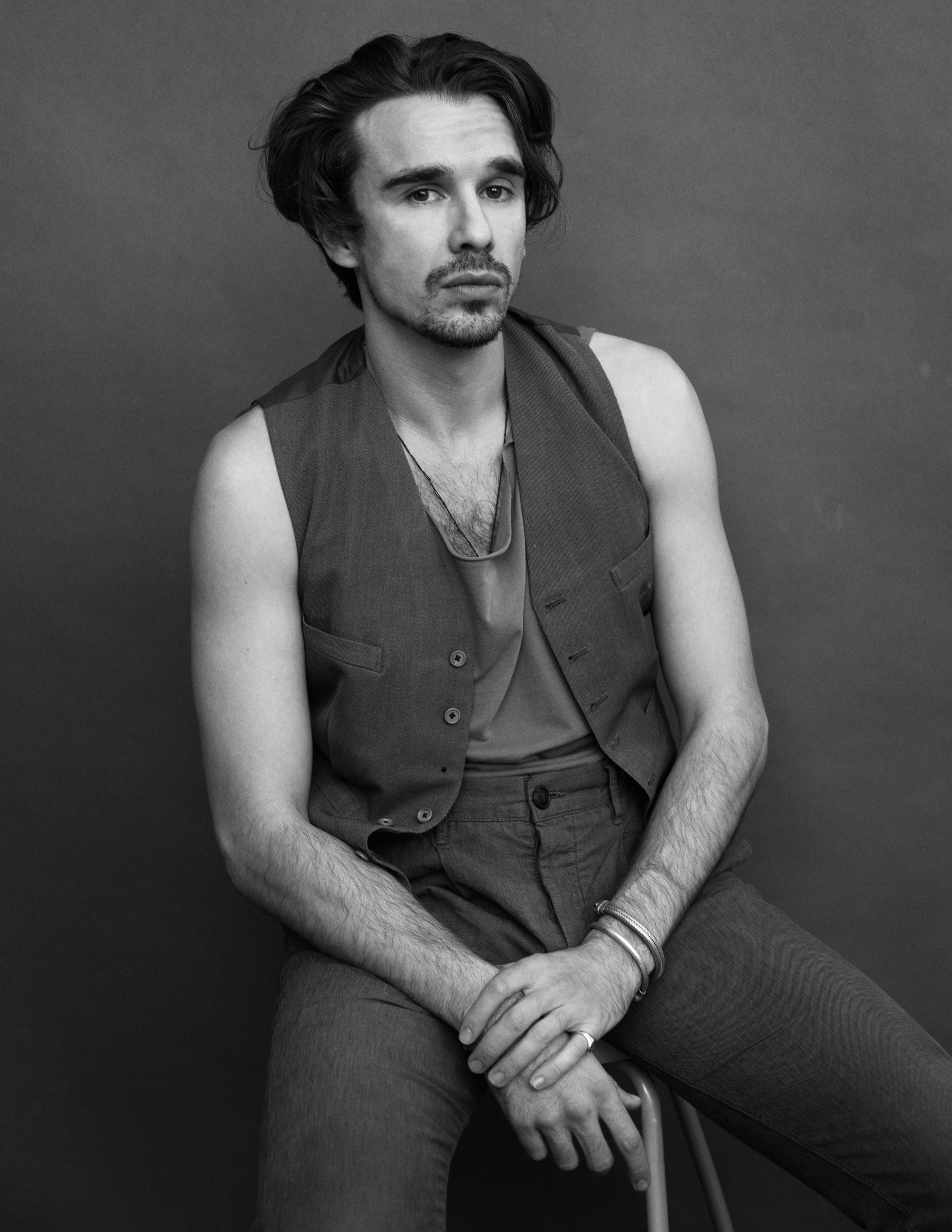
Edward Akrout

Edward Akrout (* 27. September 1982 in Paris) ist ein französischer Schauspieler in Theater, Film und Fernsehen, der durch Filme wie Swinging with the Finkels, Holodomor – Bittere Ernte, Auguste Rodin, Trendy oder Alia’s Birth internationale Bekanntheit erlangte.

## Leben und Karriere
Edward Akrout wurde 1982 als Sohn eines tunesischen Vaters und einer französisch-britischen Mutter in Paris geboren. Er wuchs in Frankreich auf und spricht mehrere Sprachen. An der Pariser Sorbonne studierte er zuerst Philosophie, bevor er an danach nach England zog und sich nach dem Studium an der London Academy of Music and Dramatic Art in der Hauptsache auf die Schauspielerei konzentrierte.
Nach verschiedenen Parts in Kurzfilmen gab Akrout sein Spielfilmdebüt 2011 in der romantischen Komödie Swinging with the Finkels von Regisseur Jonathan Newman mit Martin Freeman, Mandy Moore und Jonathan Silverman in den Hauptrollen. Es folgten Rollen in Filmen wie Full Firearms, Ate de Jongs Deadly Virtues: Love.Honour.Obey., Sword of Vengeance – Schwert der Rache, Love Is Thicker Than Water oder Holodomor – Bittere Ernte. 2017 besetzte ihn Regisseur Jacques Doillon für die Rolle des Edward Steichen in der Filmbiografie Auguste Rodin. 2021 spielte er unter der Regie von Sam Abbas in dem Filmdrama Alia’s Birth die Rolle des Tom.
Bereits im Jahre 2009 hatte er seinen Einstand in Episoden von Fernsehserien gegeben. So sah man ihn seitdem in verschiedenen Serien wie Die Borgias, Father Brown, Mr Selfridge, Inspector Barnaby, Turn: Washington’s Spies, Killing Eve, Genius, Blue Bloods – Crime Scene New York oder Bull.
Meben seiner Karriere als Schauspieler ist Akrout auch als Maler aktiv. Durch seinen künstlerisch veranlagten Onkel lernte er die Malerei lieben und begann bereits in Jugendjahren eigene Werke zu malen. Akrout hatte 2015 Einzelausstellungen im The Hoxton oder im Hotel Café Royal in London. Seine Arbeiten wurden 2016 in Gruppenausstellungen bei Metamatic: The Art Foundation in Athen oder in The Gallery of African Art in London gezeigt; 2018 in Le Carreau du Temple in Paris und im Haus der Kulturen der Welt in Berlin.
Edward Akrout ist mit der Journalistin Shelby Welinder verheiratet.

## Filmografie (Auswahl)

### Kino
- 2011: Swinging with the Finkels
- 2012: Full Firearms
- 2013: Dead in Tombstone
- 2014: Gefesselt – Liebe. Ehre. Gehorsam. (Deadly Virtues: Love.Honour.Obey.)
- 2015: Sword of Vengeance – Schwert der Rache (Sword of Vengeance)
- 2016: Love Is Thicker Than Water
- 2017: Holodomor – Bittere Ernte (Bitter Harvest)
- 2017: Auguste Rodin (Rodin)
- 2017: Trendy
- 2021: Alia’s Birth

### Fernsehen
- 2009: Doctors (Fernsehserie, 1 Episode)
- 2011–2012: Die Borgias (Fernsehserie, 5 Episoden)
- 2012: The Hollow Crown (Fernsehserie, 1 Episode)
- 2015: Father Brown (Fernsehserie, 1 Episode)
- 2015: Mr Selfridge (Fernsehserie, 4 Episoden)
- 2015: William the Conqueror (Fernsehfilm)
- 2016: Inspector Barnaby (Midsomer Murders) Fernsehserie, Staffel 18, Folge 3: Der Tod radelt mit (Breaking The Chain)
- 2016: Houdini & Doyle (Fernsehminiserie, 2 Episoden)
- 2017: Gypsy (Fernsehserie, 1 Episode)
- 2017: Turn: Washington’s Spies (Fernsehserie, 3 Episoden)
- 2018: Killing Eve (Fernsehserie, 1 Episode)
- 2018: Genius (Fernsehserie, 2 Episoden)
- 2018: Strangers (Fernsehserie, 2 Episoden)
- 2018: Dark Heart (Fernsehserie, 5 Episoden)
- 2018: Get Christie Love (Fernsehfilm)
- 2019: The Enemy Within (Fernsehserie, 1 Episode)
- 2020: Blue Bloods – Crime Scene New York (Fernsehserie, 1 Episode)
- 2022: Bull (Fernsehserie, 3 Episoden)

### Kurzfilme
- 2004: Ce soir la
- 2007: The Avian Devil
- 2010: Critical Eye
- 2012: Time on My Hands
- 2014: Reflections
- 2015: Conga
- 2022: Sunflower